# Leptodoryctes
Leptodoryctes är ett släkte av steklar. Leptodoryctes ingår i familjen bracksteklar.
Kladogram enligt Catalogue of Life:
| Leptodoryctes | \| \| Leptodoryctes barbalhoae \| \| \| \| \| \| Leptodoryctes luizi \| \| \| \| |
|               | \| \| Leptodoryctes barbalhoae \| \| \| \| \| \| Leptodoryctes luizi \| \| \| \| |
|               | Leptodoryctes barbalhoae                                                         |
|               |                                                                                  |
|               | Leptodoryctes luizi                                                              |
|               |                                                                                  |